# Alfornelos (metrostation)
Alfornelos is een metrostation aan de Blauwe lijn van de Metro van Lissabon. Het station is geopend op 15 mei 2004.
Het is gelegen aan de Praça Teófilo Braga (Alfornelos).